# Dichromodes ioneura
Dichromodes ioneura là một loài bướm đêm trong họ Geometridae.